# Camelia Ceasar
Camelia Ceasar (Bákó, 1997. december 13. –) román női válogatott labdarúgó, az olasz élvonalbeli Roma kapusa.

## Pályafutása
Ötéves korában költöztek szüleivel Olaszországba, néhány évvel később 2008-ban iratkozott be a Torino akadémiájára, ahol egy véletlen folytán került kapus posztra.

### Klubcsapatokban

#### Torino
Mindössze 15 évesen már elsőszámú kapusként kezdte a gránátvörösöknél a 2012–13-as Seria A-t, a klub azonban nem tudta megtartani tagságát és búcsúzott a szezon végén. Ceasar teljesítményével felkeltette a Brescia figyelmét, ajánlatukat pedig készséggel fogadta, így a következő idényt is a legjobbak között folytathatta.

#### Brescia
14 meccsel és bajnoki címmel kezdte első szezonját Bresciában, a Bajnokok Ligájában viszont nem kapott lehetőséget.
2014–15-ben ezüstérmet szerzett a bajnokságban és négy alkalommal pályára léphetett a klub legsikeresebb BL-sorozatában, ahol a Liverpool és a Fortuna Hjørring kiverése után a negyeddöntőben a VfL Wolfsburg fogott ki rajtuk.
A 2018–2019-es idényt Milánóban kezdte, miután a Brescia átruházta licencét az újonnan alakult Milan együttesére.

#### Milan
A rossoneriknél komoly vetélytársa akadt a Mária Korenčiová személyében és Ceasar összesen négy találkozón tudott szerepelni. A kevés játéklehetőség miatt a bajnokság végeztével a Roma keretéhez igazolt.

#### Roma
Első római évében 13-szor lépett pályára és negyedik helyen fejezte be a Farkasokkal a pontvadászatot.
Hat kapott gól nélküli mérkőzést hozott le a 2020–21-es kiírásban, de nem tudta a negyedik helynél feljebb rangsorolni csapatát. Vigaszul komoly szerepet vállalt a Roma történetének első kupagyőzelmében, miután két tizenegyest is hárított a büntetőpárbajjal véget ért Milan elleni kupadöntőben.

### A válogatottban
2019. november 12-én Svájc ellen mutatkozott be Románia színeiben.

## Sikerei, díjai

### Klubcsapatokban
Olasz bajnok (1):
- Brescia (1): 2013–14

 Olasz kupagyőztes (3):
- Brescia (2): 2015, 2016
- Roma (1): 2021

## Statisztikái

### A válogatottban
2023. február 22-ével bezárólag
| Válogatott | Szezon   | Mérk. | Gól |
| ---------- | -------- | ----- | --- |
| Románia    | 2019     | 1     | 0   |
| Románia    | 2022     | 1     | 0   |
| Románia    | 2023     | 3     | 0   |
| Összesen   | Összesen | 5     | 0   |